# Paranerita rubidata
Paranerita rubidata är en fjärilsart som beskrevs av M.Gaede 1928. Paranerita rubidata ingår i släktet Paranerita och familjen björnspinnare. Inga underarter finns listade i Catalogue of Life.